# Dilo Tumua
Dilo Gerard Uanilao Tumua (ur. 15 marca 2000 na Samoa) – samoański piłkarz grający na pozycji pomocnika w samoańskim klubie Vaivase-Tai FC oraz reprezentacji Samoa. 
W swojej karierze grał także w innych samoańskich drużynach: Vaipuna SC i Lupe o le Soaga SC. W kadrze narodowej zadebiutował 17 listopada 2023 przeciwko Wyspom Salomona. Pierwszą bramkę zdobył 20 listopada w meczu z Samoa Amerykańskim. Został powołany na Puchar Narodów Oceanii 2024.